# Protesty w Wenezueli (od 2014)
Protesty w Wenezueli – antyrządowe protesty, które rozpoczęły się 12 lutego 2014. Były one największymi od czasu, kiedy na stanowisko prezydenta Wenezueli zaprzysiężono Nicolása Maduro.
Demonstracje, które miały miejsce od lutego do maja 2014 roku, miały miejsce w związku z bardzo wysoką inflacją, wysokim stopniem przestępczości w całym kraju oraz lekceważącym nastawieniem do przeciwników politycznych. Na przełomie stycznia i lutego dochodziło do protestów o spokojnym przebiegu. Przełom nastąpił 12 lutego, kiedy miała miejsce ich eskalacja, wtedy tego samego dnia zaczęli ginąć pierwsi protestujący. Podczas starć bardzo często były rzucane kamienie, używane były armatki wodne. W pierwszych kilku tygodniach zamieszek było widać liczne blokady, które składały się m.in.: z mebli. Ich ciągłe stosowanie miało negatywny wpływ na natężenie ruchu w wielu miastach. W czasie zamieszek został zatrzymany jeden z najważniejszych protestujących, czyli lider opozycji Leopoldo Lopez. Już pod koniec lutego, ze względu na wyjątkowo krwawy przebieg starć, rozpoczęto szereg działań, który miał doprowadzić do dialogu między rządem, a demonstrującymi.
Starcia bardzo źle wpływały na stosunki dyplomatyczne pomiędzy Wenezuelą, a USA. Wzajemne oskarżenia w końcu doprowadziły do nałożenia pierwszych sankcji wobec Wenezueli. Panama z kolei wnioskowała do OPA, by ta organizacja podjęła się poważnych rozmów dotyczących kryzysu w Wenezueli. Prezydent Maduro oburzony takimi działaniami zerwał stosunki dyplomatyczne z Panamą. W trakcie zamieszek nasuwano niejednokrotnie takie oskarżenia, w którym Wenezuela dopuściła się łamania praw człowieka, w tym przypadku stosowania tortur wobec protestujących.
Sytuacja w państwie uspokoiła się, kiedy rząd wenezuelski na początku kwietnia oświadczył, że jest gotów przeprowadzić dialog ze zwolennikami opozycji. Do rozmów dochodziło w dniach 10–11 kwietnia i 15 kwietnia 2014 roku.

## Tło

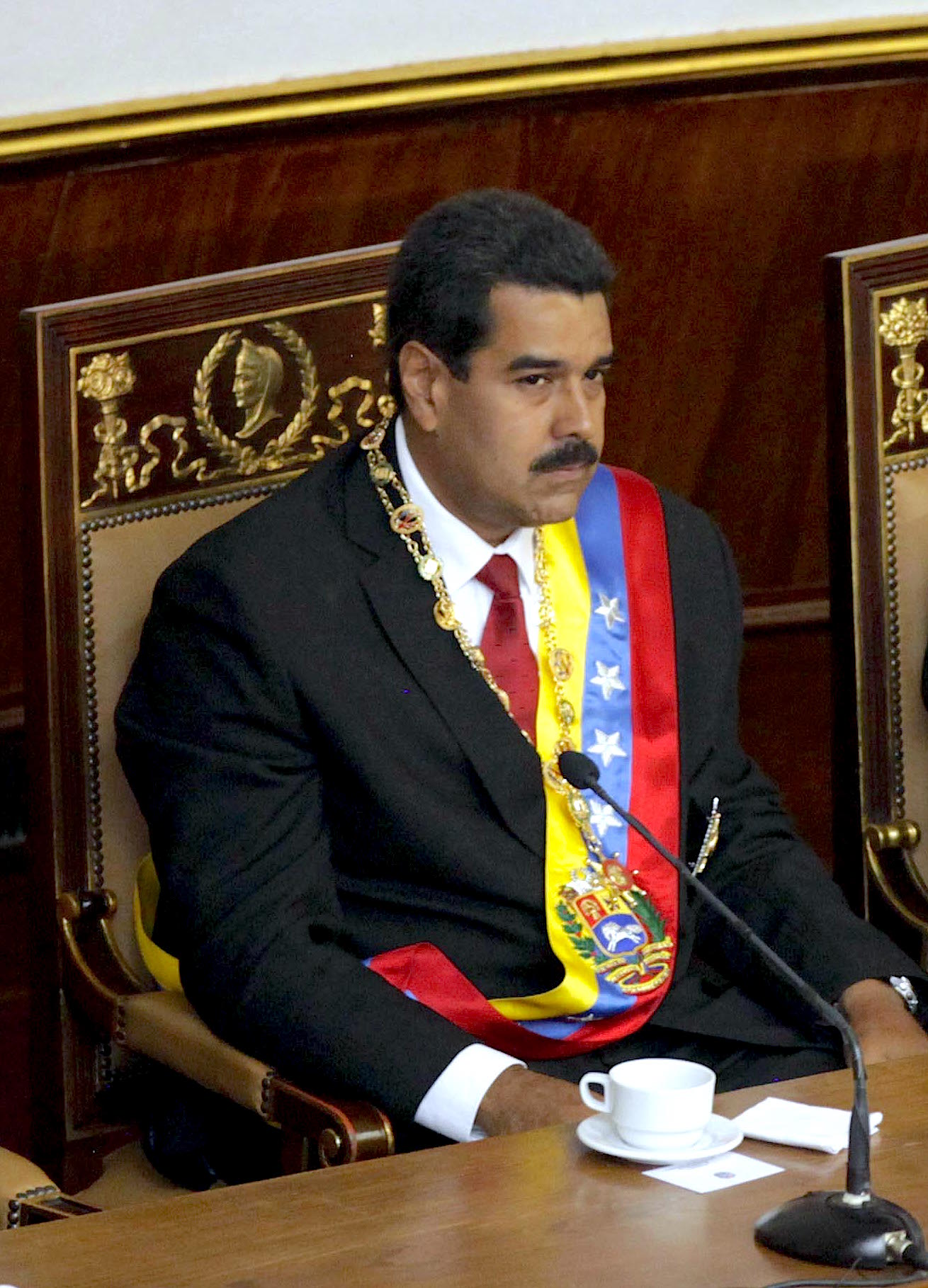
Nicolás Maduro

Do protestów przyczyniły się przede wszystkim rosnąca skala przestępczości w kraju oraz rosnące ceny towarów. Demonstracje wybuchły także wskutek wysokiej, bo aż 56-procentowej inflacji oraz doniesień o rzekomym sfałszowaniu wyborów prezydenckich, których zwycięzcą był Maduro. Inflacja była tak wysoka, odkąd Maduro został zaprzysiężony na stanowisko prezydenta kraju. Uczestnicy marszów zarzucali również represje wobec przeciwników politycznych, o czym świadczy udział w protestach lidera opozycji Leopoldo Lopeza. Lider w 2008 roku został wydalony z list wyborczych w wyborach lokalnych w związku z oskarżeniem o korupcję. Z kolei od 2010 do 2014 roku był objęty zakazem pełnienia funkcji publicznych.

## Przebieg protestów

### 2014

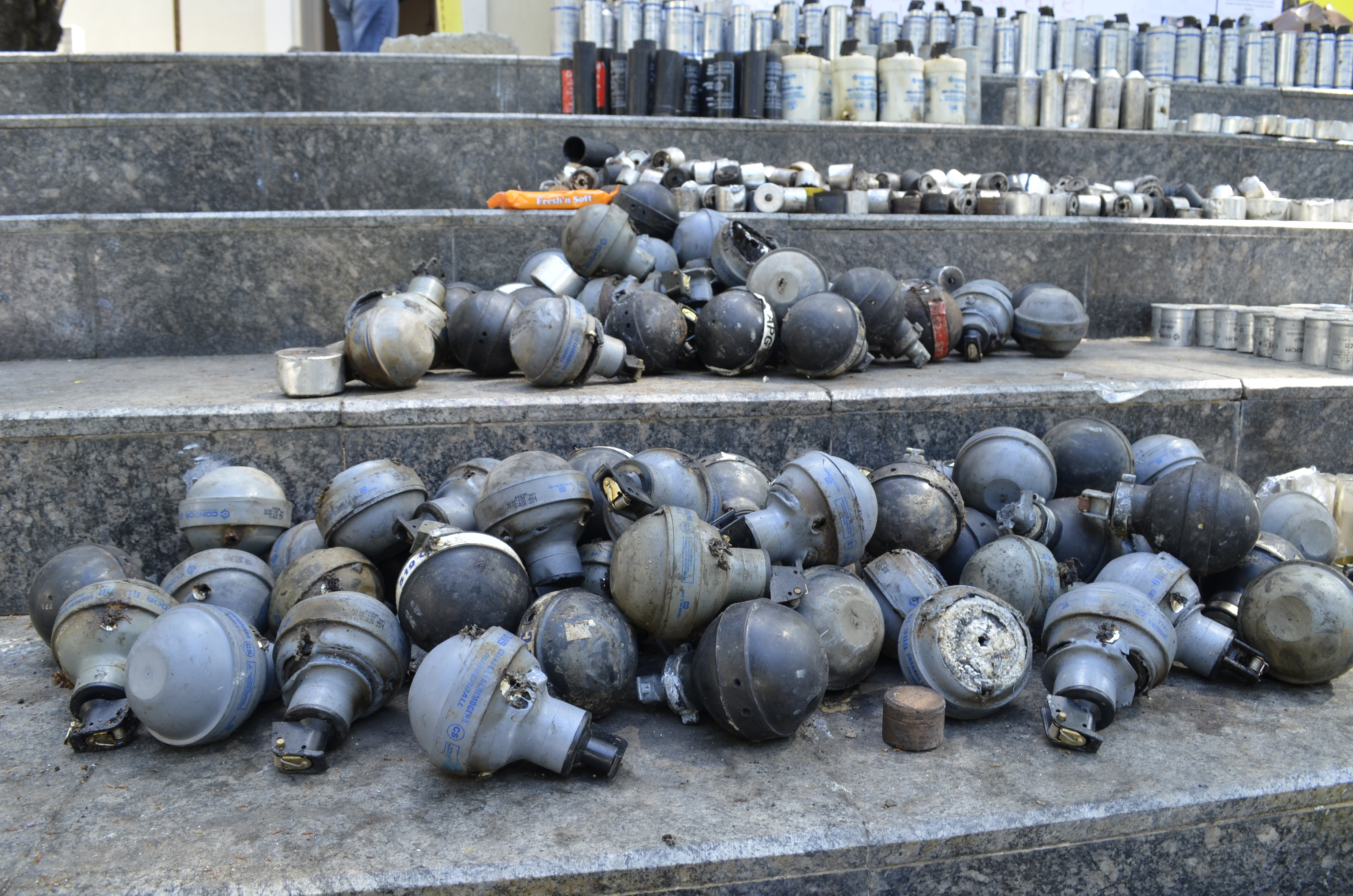
Pojemniki po gazie łzawiącym pozostawione przez policjantów po proteście w 2014

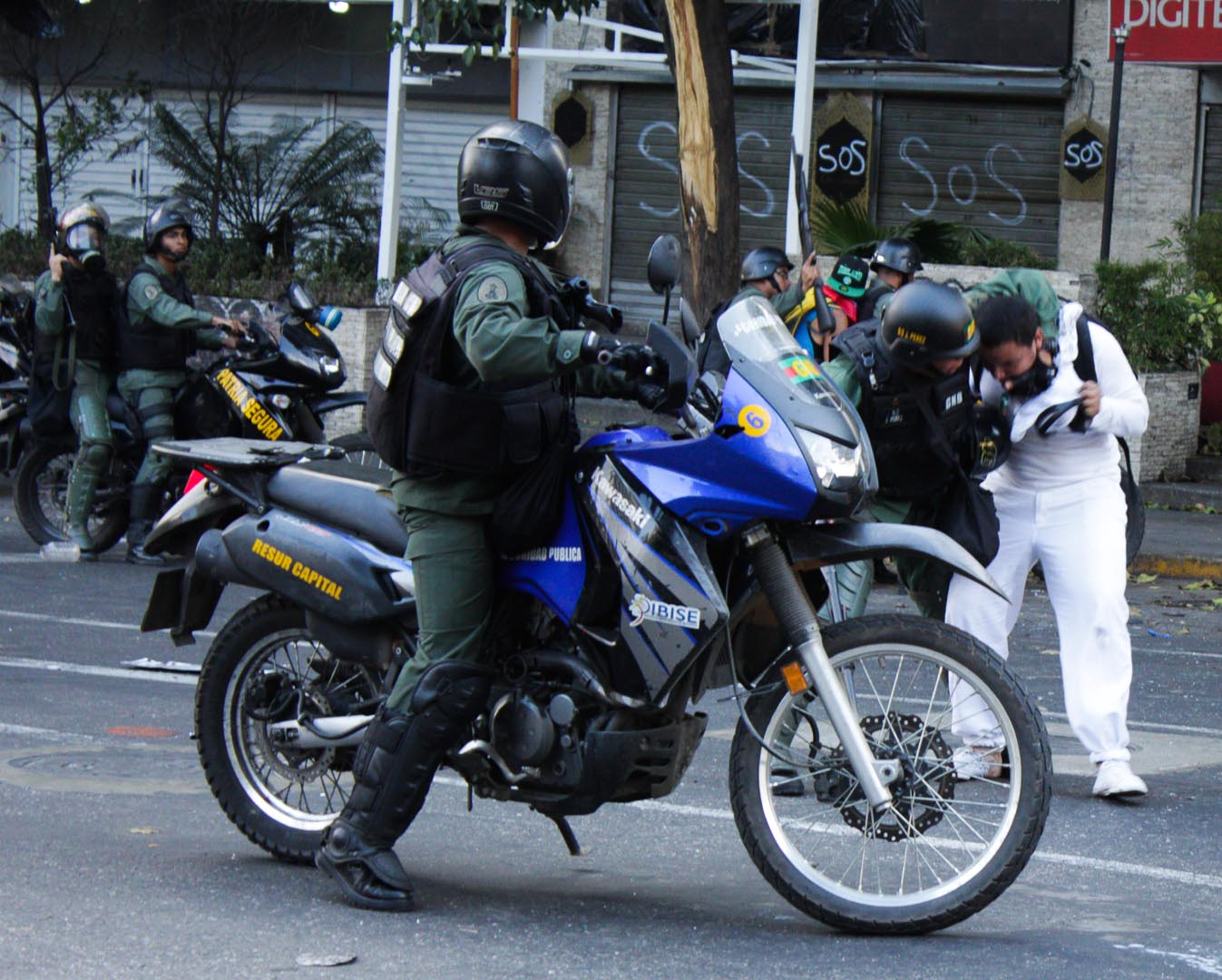
Żołnierze Gwardii Narodowej zatrzymujący protestującego

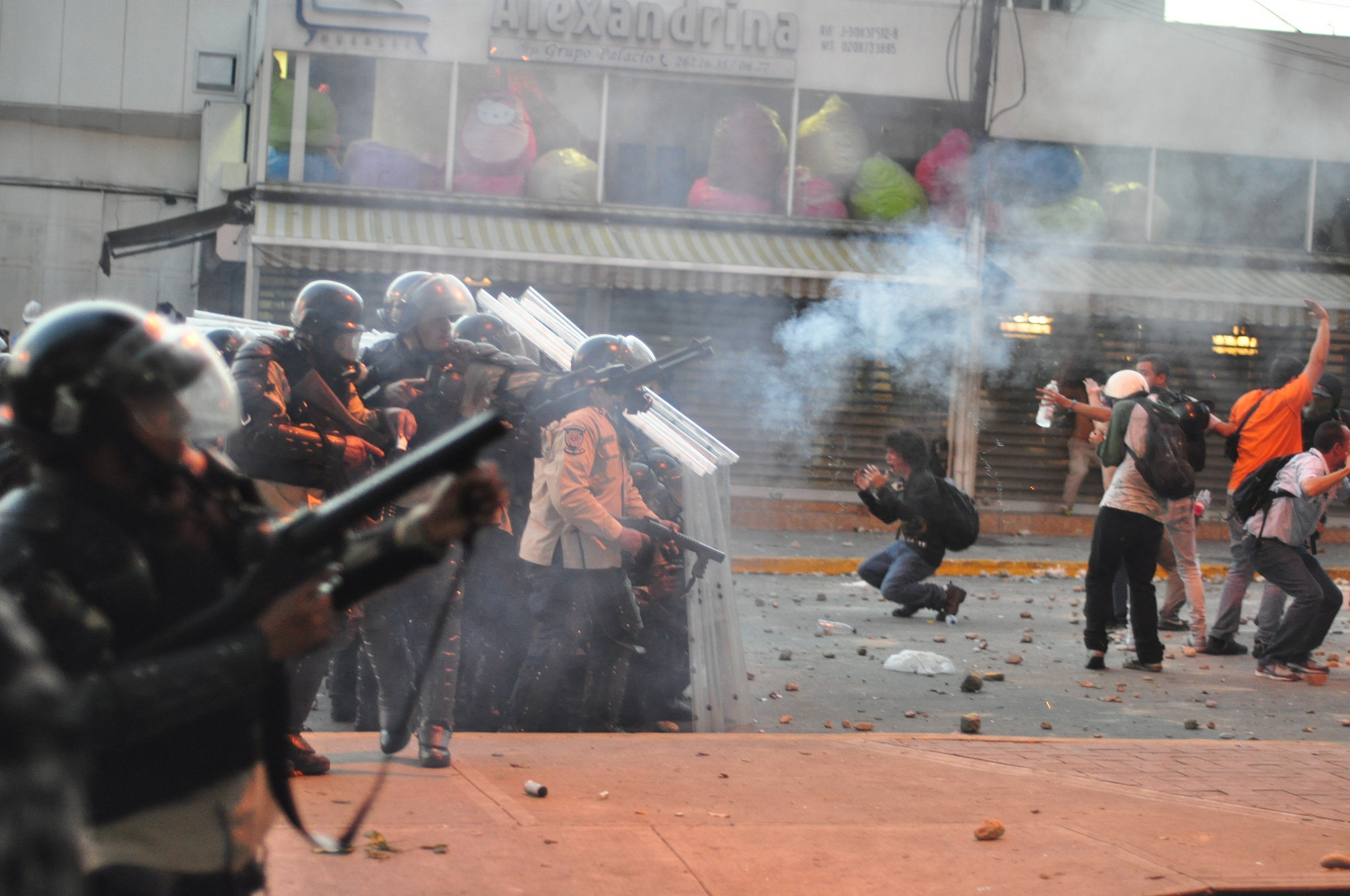
Policjanci ostrzeliwujący protestujących pociskami z gazem łzawiącym

Na przełomie stycznia i lutego protesty przybierały łagodny charakter. 28 stycznia w stolicy Wenezueli protestowali pracownicy gazet z całego kraju, domagając się w ten sposób od władz wsparcia finansowego. Demonstracje nastąpiły przed Komisją Zarządzającą Dewizami. 1 lutego zostało aresztowanych 7 osób, którzy przebywali w hotelu, by spotkać się z baseballistami z Kuby. Ich aresztowanie stało się pretekstem do demonstracji w dniu 5 lutego. Blisko 200 protestujących, zdaniem władz, zaatakowało autobus przewożący drużynę baseballistów. Wysoki stopień przestępczości w kraju niebezpiecznie przybliżał do eskalacji protestów, o czym świadczyło zastrzelenie 7 lutego niemieckiego turysty na wyspie Margarita. Zabójstwo te potwierdził na portalu społecznościowym Andres Izarra – szef resortu turystyki.
Dramatyczne sceny rozegrały się jednak dopiero 12 lutego, kiedy nocą policja rozpędziła tłumy protestujących, używając gazu łzawiącego oraz armatki wodnej. Siły bezpieczeństwa były obrzucane kamieniami oraz petardami przez uczestników zamieszek. W ich wyniku zginęły co njamniej dwie osoby osoby, a 23 zostało rannych. Tego samego dnia ujęto bądź aresztowano 99 osób.
15 lutego na placu Venezuela Square oraz na placu Bolívar zgromadzili się zwolennicy rządu Maduro. Na tym drugim placu do zwolenników przemówił prezydent Wenezueli, uświadamiając, że wenezuelski rząd nie bierze przykładu z byłego prezydenta Kolumbii Álvaro Uribe, tzn. że rząd nie finansuje członków ruchów faszystowskich. Z kolei przed budynkami sprawiedliwości zebrała się kolejna większa grupa, tym razem ludzi ubranych na biało, która zatrzymała się w ramach uczczenia pamięci ofiar środowych starć. Tego samego dnia niepokojące wydarzenia działy się na autostradzie w stolicy – demonstranci zablokowali fragment drogi w odwecie za zabicie studentów. Blokada pojawiła się, kiedy tysiące zwolenników oraz przeciwników lewicowego rządu rozeszło się do domów. Policja mimo to została poinformowana o incydencie i zaczęła kolejne starcia z demonstrantami. 17 lutego w Carúpano został potrącony samochodem jeden ze studentów biorących udział w protestach. Student zginął, stając się czwartą ofiarą śmiertelną antyrządowych demonstracji.
18 lutego nastąpiły ponownie kolejne większe demonstracje, tym razem z udziałem Leopoldo Lopeza. Organizowano je przeciwko decyzji o areszcie samego lidera opozycji, a w nich brało udział dziesiątki tysięcy osób, ponownie blokując ulice. Policja mimo trzymającego w napięciu przebiegu tych demonstracji zdołała aresztować lidera Lopeza. Zatrzymany lider jeszcze przed aresztem apelował do papieża Franciszka o „przewodzenie Wenezuelą”, wysyłając w tym celu list otwarty. W tym samym dniu udział w protestach brali zwolennicy Partii Socjalistów oraz dziesiątki tysięcy pracowników zatrudnionych w sektorze naftowym.
Ambasador Wenezueli w Hiszpanii Mario Isea oznajmił, że Lopez został aresztowany za zachęcanie demonstrantów do stosowania przemocy. Rząd wenezuelski przyznał zaś, iż aresztowanie Leopoldo Lopeza to posunięcie, które zostało wykonane w celu zapewnienia mu bezpieczeństwa. Mimo aresztu nastąpiła ponowna eskalacja zamieszek, które nastąpiły w Valencii. Doprowadziły one do śmierci 2 osób – jedną z ofiar ponownych starć stała się wenezuelska królowa piękności Génesis Carmona. W obawie o to, że wenezuelski rząd odłączy dostęp do Internetu, postanowiła jeszcze przed śmiercią zaapelować do użytkowników śledzących dramatyczne sceny na portalu Twitter o wsparcie członków opozycji biorących udział w zajściach.
Śmierć królowej piękności tylko spotęgowała przypuszczenia, że za dotychczasową śmierć 6 osób winę ponoszą najemnicy wspierani przez wenezuelski rząd. Po jej śmierci wiele osób zaczęło omawiać swe wrażenia z demonstracji, dotyczyły one zazwyczaj poczynań najemników. Nicolás Maduro w ramach próby załagodzenia demonstracji zagroził pozbawieniem dostępu do gazu obszarów, na których miały miejsce dotychczasowe protesty. W stanie Táchira wydarzyły się kolejne demonstracje przeciwko Maduro, toteż w celu opanowania sytuacji zostali wysłani spadochroniarze. W sobotę, 22 lutego, kolejne tłumy demonstrantów opanowały stolicę Caracas – Henrique Capriles Radonski, główny konkurent Maduro w wyborach prezydenckich, apelował o spokojny ich przebieg. Wenezuelscy funkcjonariusze policji znów zdecydowali się na brutalne stłumienie zamieszek, w tym celu ponownie użyto gazu łzawiącego. Wskutek tego stłumienia rannych zostało kilka osób. Cień na spokojny przebieg demonstracji zdołały położyć jeszcze protesty w stanach Táchira oraz Mérida – w tych marszach zginęły kolejne trzy osoby – wszystkie z nich zostały zastrzelone. Kilkadziesiąt godzin później w Caracas ponownie pojawiły się blokady, które złożyły się z mebli i płonących śmieci. Takie blokady były dostrzegalne także w innych miastach, Maracaibo oraz Valencii. Ich ciągłe zakładanie spowodowało również liczne utrudnienia w kursowaniu miejskich autobusów W mieście Merida barykady zostały utrzymane przez protestujących przez wiele tygodni. Niektóre dzielnice były odcięte od świata nawet przez trzy miesiące: stanął transport, zamknięto sklepy, ludzie nie chodzili do pracy.
Na 24 lutego Nicolás Maduro zapowiedział, że porozmawia z liderem opozycji Henrique Caprilesem ws. dramatycznych wydarzeń i odnalezienia metod na ich zażegnanie. Rozmowa miała nastąpić w ramach zgromadzenia gubernatorów i burmistrzów z całej Wenezueli, ale lider Capriles odrzucił tę propozycję. Za to tego samego dnia odbył się marsz, tym razem jego uczestnikami stali się jeżdżący na motocyklach zwolennicy Nicolása Maduro – prezydent oznajmił, iż zwolennicy opozycji zakładają blokady tylko dlatego, by chorzy nie mogli łatwo trafiać do szpitali. Przyznał dodatkowo, że zostali zatrzymani obywatele z państw bliskowschodnich, którzy mieli na terytorium Wenezueli przeprowadzić rzekomo zamachy z użyciem samochodów-pułapek. Na środę, 26 lutego, została zwołana konferencja pokojowa z udziałem wszystkich najważniejszych grup w państwie, m.in.: religijnych, społecznych oraz politycznych – podczas niej miało odbyć się podpisanie układu regulującego niespokojną sytuację w kraju. Na ten sam dzień został zaplanowany także kolejny marsz, tym razem z udziałem kobiet i pod przywództwem żony uwięzionego tydzień wcześniej Leopoldo Lopeza.
26 lutego Maduro bardzo domagał się, by opozycja poszła na ustępstwa i zakończyła trwające od tygodni starcia. Przekazał też dramatyczne informacje, jakoby w dotychczasowych protestach miało zginąć nawet 50 osób, a za tak tragiczny bilans miały odpowiadać liczne barykady oraz blokady drogowe. Następnego dnia miały miejsce protesty w stolicy, których uczestnikami byli domagający się zwolnienia z aresztu demonstrantów. Zakończyły się one ponownie interwencją policji i Gwardii Narodowej. Jak zwykle w tych starciach został użyty gaz łzawiący przeciwko demonstrującym, którzy rzucali w stronę służb kamienie. W tym samym dniu zgromadzili się także zwolennicy wenezuelskiego prezydenta, w 25. rocznicę Caracazo.
2 marca do protestów doszło głównie w średnio zagęszczonych dzielnicach stolicy Caracas. Henrique Capriles na Twitterze napisał, że od 3 marca rozpocznie się powoływanie komitetów, głównie tych powiązanych ze sprawami obronnymi. Rzecznik Caprilesa powiedział, że lider opozycji ma zamiar utworzyć „wielki ruch społeczny”, którego zadaniem jest naciskanie na zmiany w państwie. Przebywający w areszcie opozycjonista Leopoldo Lopez wysłał list, w którym zawarł apel do protestujących o kontynuację demonstracji w celu domagania się ustąpienia ze stanowisk ministra spraw wewnętrznych i prokuratora. 2 marca z więzień zostało zwolnionych 41 osób zamieszanych w antyrządowe protesty. Wcześniej jednak wydarzył się incydent, w którym członkowie Gwardii Narodowej „wpadli w zasadzkę” – w jego wyniku zginęła 1 osoba.
Ponieważ w tym czasie zaczęły się obchody karnawału w całym kraju, prezydent Nicolás Maduro w związku z demonstracjami ogłosił, że impreza ta zostanie wyjątkowo przedłużona do 7 dni. W trosce o bezpieczeństwo obywateli państwa, prezydent zaproponował o spędzenie wakacji na plaży. Opozycjoniści w ramach solidarności z ofiarami starć zamierzali zbojkotować obchody karnawału. 5 marca 2014 roku przypadała pierwsza rocznica śmierci Hugo Cháveza. W związku z tym ulice Caracas zostały okupowane przez jego zwolenników. Tego samego dnia odbyło się przemówienie prezydenta Nicolása Maduro, na którym obiecał zerwanie stosunków dyplomatycznych z Panamą w odwecie za zwołanie posiedzenia dotyczącego podjęcia decyzji o „analizie” protestów. O „dzień pokoju” w rocznicę śmierci Cháveza apelowali opozycjoniści. Na uroczystościach pojawili się także prezydent Boliwii Evo Morales i prezydent Nikaragui Daniel Ortega. 9 marca z prezydentem Maduro spotkał się amerykański aktor filmowy Sean Penn. Przed spotkaniem złożył hołd Hugo Chávezowi, w towarzystwie premiera Haiti Laurenta Lamothe.
Sytuacja ponownie stała się napięta, kiedy 6 marca Nicolás Maduro omawiał dotychczasowy przebieg tych demonstracji na spotkaniu przywódców państw południowo-amerykańskich. W tym dniu ponownie wybuchły starcia, w których zginęli policjant i cywil. Według świadków, ofiary zostały postrzelone przez demonstrantów, jednak prezes Zgromadzenia Narodowego podawał, że snajperzy rozstawieni na dachach budynków mieli stać za obydwoma zabójstwami. Śmierć jednego z funkcjonariuszy Gwardii Narodowej oficjalnie potwierdził burmistrz stanu Sucre Carlos Ocariz. Ofiarą śmiertelną był także motocyklista, który usuwał gruzy z drogi – tak potwierdzał prezydent Maduro podczas rozmowy udzielonej w telewizji, z udziałem popularnego amerykańskiego aktora Danny’ego Glovera.
12 marca 2014 roku w starciach w stolicy Wenezueli wzięli udział żołnierze. Były one najbardziej brutalnymi od dokładnie miesiąca, w ich wyniku zostały zabite 3 osoby, zaś według świadków dramatycznych walk – kilkadziesiąt osób odniosło obrażenia. Do tragicznych w skutkach starć doszło, kiedy członkowie Gwardii Narodowej uniemożliwili protestującym przedostanie się do biura rzecznika praw obywatelskich. Po posiedzeniu, które odbyło się tego samego dnia, Maduro zadecydował o wprowadzeniu całkowitego zakazu organizacji rozruchów w stolicy. W sobotę, 15 marca 2014 roku, doszło do naruszenia tego zakazu, otóż miały miejsce starcia z udziałem policjantów i opozycjonistów. Do starć zostały wykorzystane między innymi kamienie i koktajle Mołotowa. Tego samego dnia, w godzinach porannych, odbył się wiec zwolenników Hugo Cháveza oraz marsz z udziałem popierających rządy Nicolása Maduro.
16 marca żołnierze zamierzali zlikwidować strefę, którą okupowali demonstranci. Areną starć stał się plac Altamira, gdzie setki protestujących próbowało się bronić przed atakiem, posyłając w stronę żołnierzy Gwardii Narodowej kamienie i koktajle Mołotowa. Natomiast na wschodzie Caracasu doszło do manifestacji z udziałem osób noszących transparenty w odwecie za to, że Kuba wspiera Wenezuelę w próbie zażegnania kryzysu. Rosnące w siłę protesty sprawiły, że linie lotnicze Air Canada postanowiły zawiesić loty do Wenezueli do czasu uregulowania kryzysu. Przyniosły one negatywne skutki, otóż rozpoczął się konflikt finansowy, którego stronami jest rząd Wenezueli oraz linie lotnicze. Hiszpański dziennik El Nacional, powołując się na słowa prezydenta Wenezueli wypowiedziane podczas konferencji prasowej z 14 marca, podał, że w całym kraju została tymczasowo zawieszona działalność wszystkich linii lotniczych należących do Wenezueli.
Agenci wenezuelscy w ponad miesiąc od eskalacji rozruchów aresztowali burmistrza San Cristóbalu. Zarzucili mu stosowanie przemocy w całym mieście. W nocy z 25 na 26 marca sąd orzekł wyrok wobec zatrzymanego burmistrza San Cristóbalu, skazując go na rok więzienia za obojętne podejście do próby zażegnania zamieszek. 17 marca Sąd Najwyższy domagał się, by od tej chwili znikały barykady rozstawione w miastach, w których wydarzyły się zamieszki. Aresztowanie burmistrza San Cristobalu oraz burmistrza San Diego sprawiło, że 20 marca zorganizowany został marsz, w którym udział wzięło blisko 3000 demonstrantów. Zakończył się znów starciem policji z demonstrującymi. Kongres Wenezueli złożył 18 marca wniosek, zgodnie z którym miało być prowadzone postępowanie wobec jednego z wiceliderów opozycji. Jednak domniemana zastępczyni lidera opozycji nie mogła być sądzona bez zgody prokuratury oraz Sądu Najwyższego.
31 marca Caracas znów stał się areną starć pomiędzy opozycją i siłami rządowymi. Dopóki do akcji nie wkroczyli funkcjonariusze sił bezpieczeństwa, demonstranci rozbijali okna sklepów i podpalali samochody na swej drodze. W Maracaibo i San Cristóbal wydarzyły się gorsze w skutkach starcia, śmierć poniosły dwie osoby – jeden zginął od niekontrolowanego wybuchu bomby produkcji domowej, zaś drugi zmarł porażony prądem, kiedy próbował wzmocnić barykadę.
7 kwietnia w Caracas pojawiła się delegacja Unii Narodów Południowoamerykańskich. Prezydent Wenezueli po rozmowie z delegacją przyznał, że będzie gotów podjąć się rozmów z opozycją. Nastąpiły one w dniach 10–11 kwietnia i na nich przywódcy opozycji domagali się amnestii dla wszystkich dotychczasowych uczestników starć będących po ich stronie. Rząd odmówił ich żądań, w zamian zaproponował, by na 15 kwietnia odbyła się rozmowa z domniemanymi przeciwnikami politycznymi. Rozmowy te odbyły się w obecności watykańskich dyplomatów oraz szefów MSZ Brazylii, Ekwadoru oraz Kolumbii. Można je było śledzić za pośrednictwem telewizji i radia.
26 kwietnia na ulice Caracasu wyszli ludzie, którzy manifestowali przeciwko uprawnieniom nadanym dla policjantów. By uniknąć ewentualnego rozlewu krwi, demonstracje miały miejsce w bogatszych dzielnicach stolicy kraju. W tę sobotę demonstrowali także ludzie, którzy skrytykowali reformy edukacyjne, a także ograniczenia możliwości w aspekcie demonstrowania. Udział w tych protestach, które miały miejsce w miastach w całej Wenezueli, brało kilka tysięcy osób. W święto pracy (tj. 1 maja) na ulicach Caracasu pojawiali się głównie zwolennicy rządów Maduro.
8 maja policja przeprowadziła nalot, który zakończył się likwidacją 4 obozów i jednocześnie aresztowaniem 243 studentów. Namioty były rozkładane tego samego dnia, ale w godzinach porannych – taką informację podawał szef resortu spraw wewnętrznych Rodriguez Torres. Udział w likwidacji brało udział blisko 900 funkcjonariuszy Gwardii Narodowej. W namiotach znajdowały się narkotyki, broń palna i materiały wybuchowe. 11 maja zapadła decyzja o zwolnieniu z więzień ponad 150 osób, którzy przebywali w rozbitych trzy dni wcześniej namiotach. Wypuszczenie odbyło się pod warunkiem, że ujęci będą okresowo pojawiać się w sądzie. Jednak jedenaście osób musiało stanąć przed sądem m.in. za: udział w zorganizowanej grupie przestępczej.

### 2017

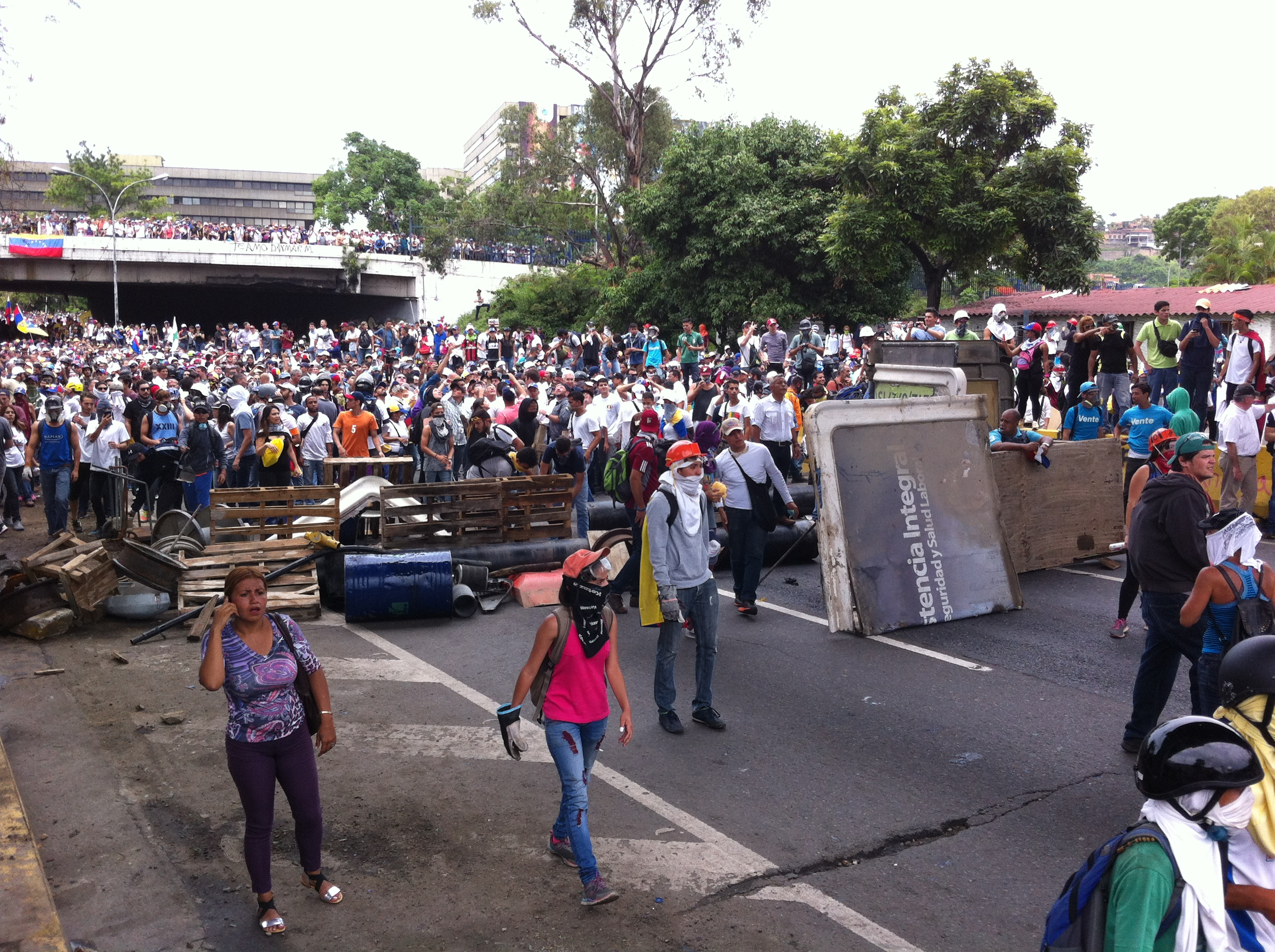
Protesty 3 maja 2017

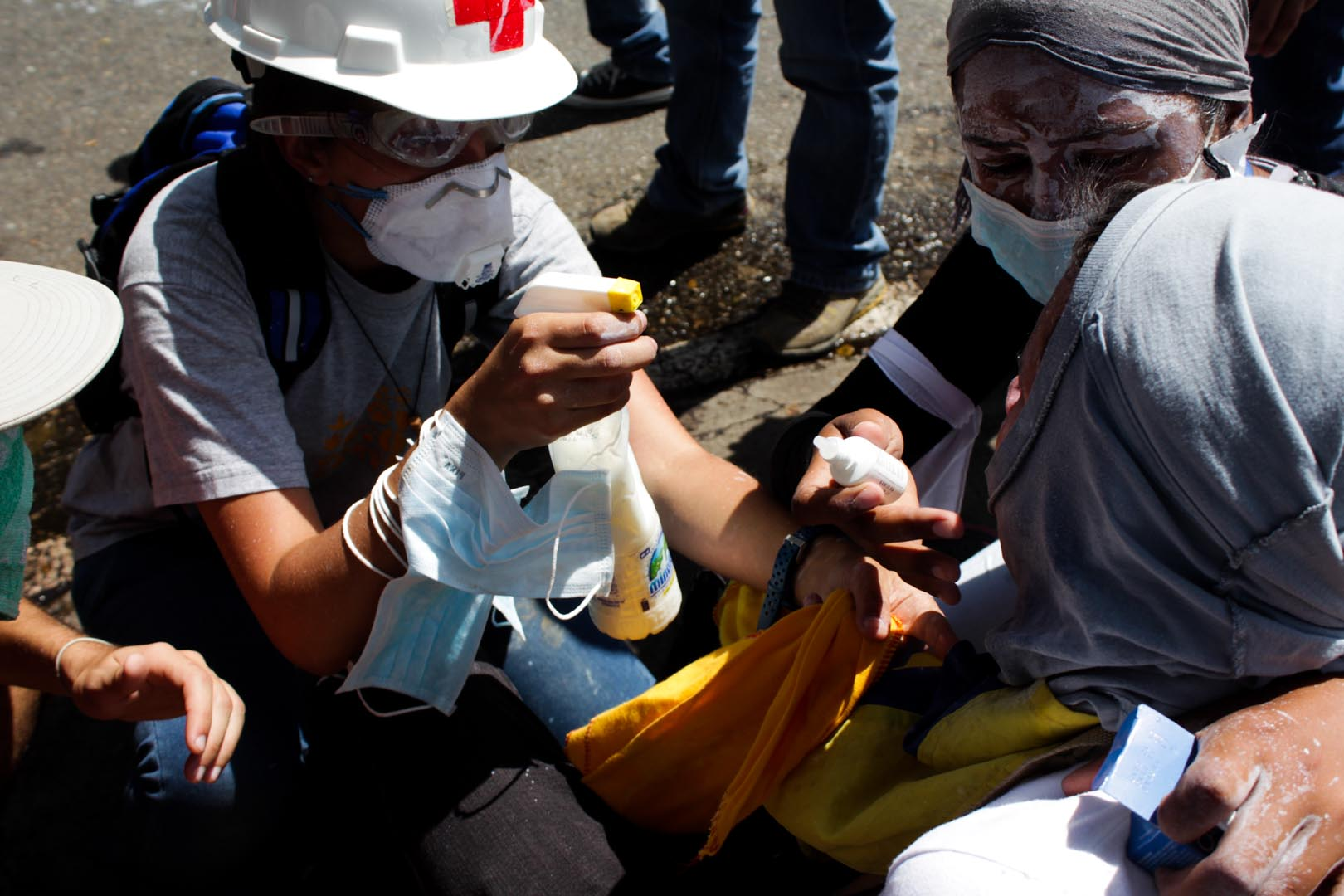
Medyk podczas udzielania pomocy protestującemu

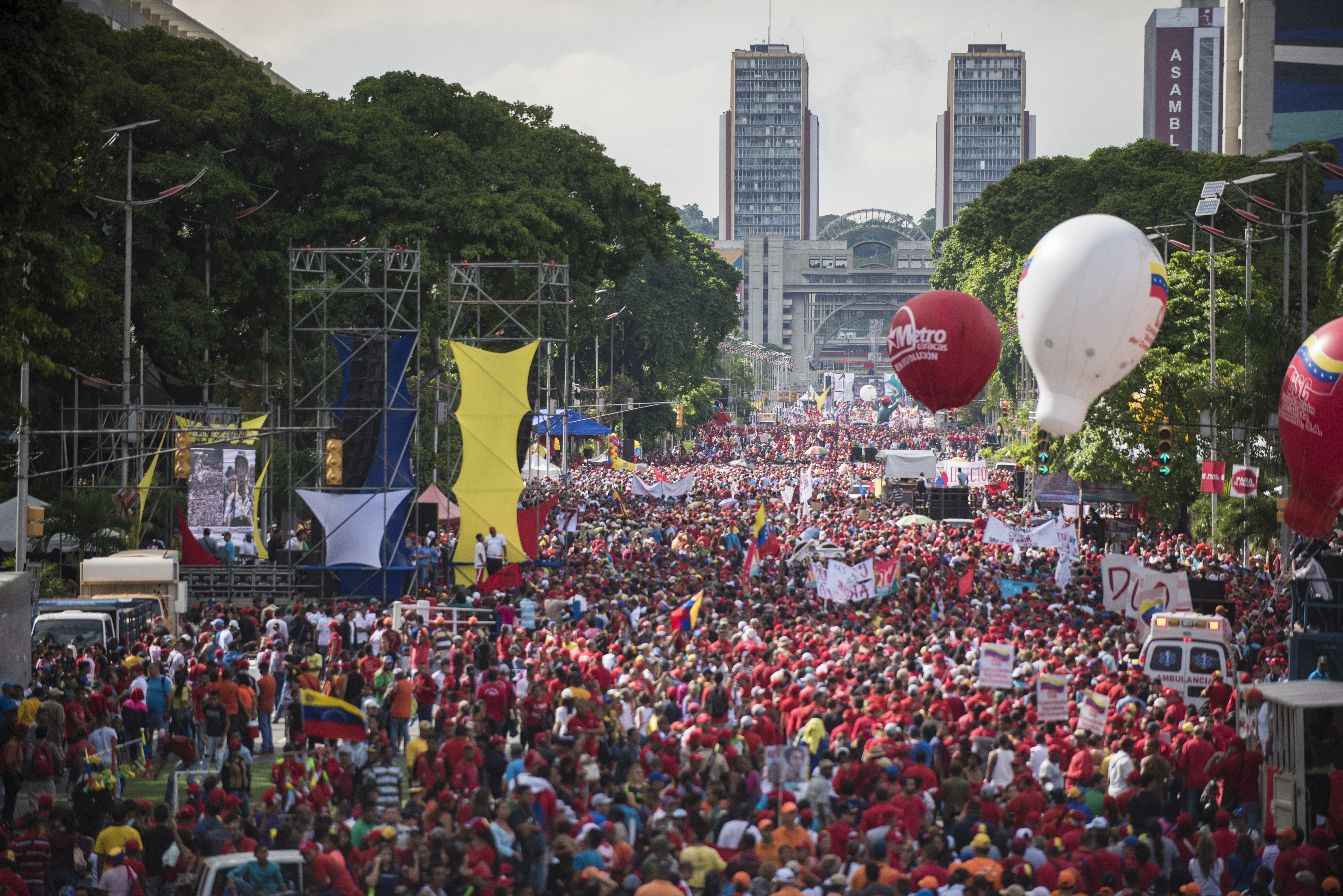
Demonstracja zorganizowana przez rząd w grudniu 2016

Pomimo amerykańskiego embarga oraz widma bankructwa Wenezueli Nicolás Maduro umocnił władzę. Wenezuela stanęła na granicy wojny domowej. W całym kraju toczą się protesty społeczne, w sklepach brakuje podstawowych produktów, a inflacja przekroczyła 1000%. Od maja do sierpnia Amnesty International dokumentowała brutalne tłumienie protestów w Wenezueli. Podczas czterech miesięcy zginęło ponad 100 osób, a ponad 1400 odniosło obrażenia. Boliwariańska Gwardia Narodowa oraz Boliwariańska Policja Narodowa strzela gazem łzawiącym bezpośrednio do demonstrantów oraz strzela z broni palnej do protestujących. Prorządowe demonstracje są z kolei zabezpieczone przez policję i odbywają się one bez incydentów.
Pomimo protestów społecznych 30 lipca 2017 roku Maduro przeprowadził wybory do Konstytuanty w celu zastąpienia kontrolowanego przez opozycję parlamentu. Przed wyborami władze Wenezueli ogłosiły plan bezpieczeństwa, który zakazywał organizowania demonstracji oraz angażował wojsko do ścigania przestępstw wyborczych i wojskowych. W dniu wyborów podczas licznych demonstracji zginęło 10 osób. Wenezuelska Krajowa Rada Wyborcza (CNE) podała, że w wyborach wzięło udział ponad 8 mln osób (spośród prawie 19,5 mln uprawnionych do głosowania). Według opozycji głosy oddało 12% uprawnionych (ponad 2 mln). Nowo wybrani członkowie Konstytuanty mają w praktyce nieograniczony czas na dokonanie zmian w wenezuelskim prawodawstwie, w tym dotyczących organizowania wyborów nowego parlamentu. Unia Europejska, Hiszpania, Kolumbia oraz Meksyk nie uznały wyników wyborów, a Stany Zjednoczone wprowadziły na kraj sankcję gospodarcze.
31 lipca w Caracas bez nakazu zatrzymano dwóch liderów opozycji – Voluntada Populara i Antonia Ledezmę. Ze względu na problemy zdrowotne przebywają w areszcie domowym. Na początku sierpnia wenezuelska armia nie wpuściła opozycji do parlamentu – Boliwariańska Gwardia Narodowa oraz prorządowe frakcje wypchnęły z budynku członków opozycji. Opozycjoniści chcieli zakłócić pracę Zgromadzenia Konstytucyjnego, który przeprowadzał zmiany ustroju państwa. Opozycja zapowiedziała dalsze akcje mające na celu zablokowanie forsowania zmian rekomendowanych przez Maduro oraz nazywały reakcję Gwardii Narodowej „brutalnym stłumieniem”.
31 lipca prokurator generalna Wenezueli Luisa Ortega skrytykowała wybory do Konstytuanty, nazywając je „kpiną z narodu”. 5 sierpnia Zgromadzenie Konstytucyjne Wenezueli usunęło ze stanowiska Ortegę. Nowym prokuratorem generalnym został Tarek William Saab.
6 sierpnia 2017 roku dwudziestu uzbrojonych mężczyzn wtargnęło do bazy wojskowej w Valencii. Tam ogłosili „powstanie w ramach działań cywilno-wojskowych w obronie ładu konstytucyjnego”. Dwóch uczestników powstania zabito, jednego zraniono, a siedmiu aresztowano. Pozostałym osobom udało się uciec. Władze Wenezueli ogłosiły, że atak udaremniono oraz że w przygotowaniu ataku brały udział obce państwa. Dzień później hakerzy włamali się na strony rządowe i umieścili komunikat „Dni tej dyktatury są policzone”. Hakerzy przyznali, że atak na oficjalne witryny rządu był wyrazem uznania dla osób, które wtargnęły do bazy wojskowej w Valencii.

### 2019
Kolejna fala protestów datuje się od 10 stycznia 2019, kiedy Wenezuela stanęła w obliczu kryzysu prezydenckiego. Po wyborach prezydenckich w 2018, które zostały uznane przez większość państw świata za zmanipulowane i przeprowadzone w sposób niedemokratyczny, prezydentem ogłosił się Nicolás Maduro. Spór w sprawie legalności wyniku tych wyborów toczony w wenezuelskim Zgromadzeniu Narodowym na początku 2019 doprowadził do deklaracji (powołującej się na konstytucję Wenezueli z 1999 r.), że wobec nieważności wyborów z 2018 pełniącym obowiązki prezydenta jest przewodniczący Zgromadzenia, Juan Guaidó. Po tej deklaracji doszło do wielotysięcznych demonstracji i do zamieszek na ulicach stolicy kraju, Caracas, podczas których były ofiary śmiertelne.

## Następstwa kryzysu

### Działania rządu wenezuelskiego w obliczu kryzysu
By ustabilizować walutę, 20 lutego 2014 została podjęta decyzja o zniesieniu zakazu handlu dewizami. Rząd podjął także działania, które obniżyłyby panującą w państwie 56-procentową inflację, wywołaną w wyniku działalności czarnego rynku na terytorium całego kraju. Problem z inflacją miała rozwiązać nowo powstała platforma SICAD 2, dzięki niej wartość dolara wyrażona w boliwarach osłabiłaby się. Wiceprezydent Wenezueli Jorge Arreaza na konferencji prasowej powiedział, że platforma ma ruszyć 13 marca. Zanim planowano koncepcję dotyczącą utworzenia tej platformy, minister finansów Nelson Merentes oznajmił, że w lutym 2014 roku odnotowano spadek inflacji, w porównaniu do poprzedniego miesiąca.
27 marca pomoc w odbudowaniu dawnego, wysokiego poziomu gospodarki w państwie zaoferował Międzynarodowy Fundusz Walutowy, zapewniając wszelkie środki dążące do obniżenia inflacji.
W obliczu bardzo wysokiej inflacji Nicolás Maduro oświadczył 29 kwietnia, że zostanie zwiększone o 30% wynagrodzenie dla pracowników. Obowiązywało ono 1 maja, czyli w święto pracy.

### Napięte stosunki dyplomatyczne między USA i Wenezuelą
Dowiedziawszy się o zamieszkach Nicolás Maduro stanowczo potępił demonstracje, twierdząc, że one mogły być próbą zamachu stanu. Ponadto przyznał, że demonstrujący jako podmiot służący do obalenia rządu wskazali demokrację oraz postawy obywatelskie. 14 lutego 2014 w wywiadzie dla telewizji państwowej oświadczył, że wdroży 10-punktowy plan zapewniający pokój w stolicy Wenezueli. Jednymi ze zmian w reformie mają być ograniczenie dostępności do broni oraz zwiększenie liczby patroli policyjnych. O pokój troszczył się także Henrique Capriles. Już po śmierci 8 osób uznał, że politycy wspierający Maduro chcą doprowadzić do pozostawienia państwa na krawędzi wojny domowej. Konsekwencją protestów stało się również usunięcie w niedzielę, 16 lutego, trzech Amerykanów pracujących w konsulacie, oskarżając ich o spisek przeciwko władzom. Usuniętym pracownikom postawiono 48-godzinne ultimatum na opuszczenie kraju. Na wydalenie pracowników zareagował lider opozycji Leopoldo Lopez, zamieszczając w odwecie nagrania stanowiące dowód łamania konstytucji państwa.
15 lutego amerykański sekretarz stanu John Kerry zadeklarował pomoc rządowi wenezuelskiemu w opanowaniu sytuacji w stolicy Caracas. Zaniepokojony rosnącą skalą zamieszek wydał rozkaz aresztowania Leopoldo Lopeza. Sąd już dwa dni wcześniej wydał nakaz aresztowania lidera, oskarżając go o doprowadzenie do zabójstw i terroryzmu przyczyniającego się do niespokojnej sytuacji na ulicach. Jednak po obietnicach Kerry’ego szef resortu dyplomacji Wenezueli potępił działania gabinetu prezydenta USA Baracka Obamy. Maduro z kolei oskarżył samego prezydenta Obamę o wspieranie członków opozycji – mniej więcej miesiąc później ten sam zarzut wobec Waszyngtonu postawił prokurator Wenezueli. John Kerry jednak po ostrzejszych działaniach, które wenezuelski rząd podjął w celu zażegnania kryzysu, potępił użycie przemocy wobec demonstrujących. Dodatkowo nakłaniał do próby nawiązania dialogu pomiędzy rządem a opozycją. Barack Obama przyznał też, że usunięcie 3 amerykańskich konsulów jest całkowicie nieuzasadnione, ponieważ oskarżenie ich o spisek było „zmyślone”.
21 lutego odbyła się konferencja prezydenta Wenezueli. Prezydent zadecydował, że wspólnie z prezydentem USA Barackiem Obamą porozmawiają o problemach łączących obydwa państwa. Rozmowa ma doprowadzić do normalizacji stosunków między Wenezuelą a Stanami Zjednoczonymi. Szanse na pokojowe rozmowy okazały się być coraz mniejsze, ponieważ w tym roku zostało usuniętych aż 8 amerykańskich dyplomatów. Ponadto John Kerry nie udzielał się co planowanych rozmów pomiędzy Caracas i Waszyngtonem a wręcz przeciwnie, w dalszym ciągu potępiał sposoby Wenezueli na zażegnanie protestów.
USA, w odwecie za usunięcie z Wenezueli trzech dyplomatów, zagroziły usunięciem takiej samej ilości wenezuelskich dyplomatów ze swego państwa. Postawiły w związku z tym ultimatum, zgodnie z którym pracownicy ambasady wenezuelskiej mieli opuścić kraj w ciągu 48 godzin. Coraz brutalniejszy charakter demonstracji na terytorium kraju przybliżał USA do nakładania sankcji na Wenezuelę, polegających m.in.: na zamrożeniu kont bankowych czy cofnięciu wiz.
28 lutego sekretarz stanu John Kerry na konferencji prasowej zmusił rząd Wenezueli do podjęcia decyzji o pokojowych rozmowach z opozycją. Podobnych działań oczekiwał także były prezydent Jimmy Carter. 7 marca OPA zwołała w Waszyngtonie krótkie posiedzenie w sprawie dalszych wydarzeń w Wenezueli. Tego samego dnia w stolicy USA odbyło się głosowanie nad odrzuceniem ustawy mającej na celu potępić przemoc w Wenezueli. Przeciwko odrzuceniu głosowały Stany Zjednoczone, Kanada oraz Panama.
W połowie marca Maduro oczekiwał pomocy od Stanów Zjednoczonych, proponując powołanie komisji, która załagodzi konflikt w Wenezueli. Waszyngton jednak odrzucił taką propozycję, zarzucając także, że rząd wenezuelski ingeruje w ich sprawy wewnętrzne.
Przywódcy południowoamerykańscy pod koniec marca zaczęli apelować do Waszyngtonu, by amerykańskie władze znormalizowały stosunki z Wenezuelą oraz pomogły zażegnać trwający od 2 miesięcy kryzys. Z powodu nagłego pogorszenia się sytuacji w Wenezueli na przełomie kwietnia i maja amerykański sekretarz stanu postanowił, że poprze ponowną próbę dojścia do dialogu pomiędzy rządem i protestującymi.

### Relacje z państwami południowoamerykańskimi
Pod koniec lutego 2014 roku Panama wnioskowała do OPA o podjęcie rozmów nt. napiętej sytuacji w kraju, jednakże Wenezuela potępiła taką decyzję. Prezydent Wenezueli Nicolás Maduro po uprzednim podjęciu decyzji o zerwaniu stosunków z Panamą wydał rozkaz, zgodnie z którym w ciągu 48 godzin kraj mieli opuścić ambasador Panamy i 3 innych dyplomatów. Minister spraw zagranicznych Elias Jaua skrytykował te same państwo również za towary eksportowane do Wenezueli. Rząd wenezuelski płacił za każdy wysłany towar, który nigdy nie dotarł do kraju.
Prezydent José Mujica obiecał pośrednictwo w pokojowych rozmowach, za zgodą obu stron. Bruno Rodríguez Parrilla, szef dyplomacji Kuby – jednego z państw mających dobre stosunki dyplomatyczne z Wenezuelą, potępił działania OPA i USA zmierzające do ingerowania w sprawy państwa wenezuelskiego.
Protesty miały też częściowo negatywny wpływ na relacje między Brazylią i Wenezuelą. Dalsza eskalacja napięcia mogłaby skutkować nieprawidłowościami w funkcjonowaniu przedsiębiorstw brazylijskich, które siedzibę mają w Wenezueli. Valor Economico w marcu podało, że Wenezuela ma spłacić blisko 2,5-miliardowy dług na rzecz interesów brazylijskich.
12 marca zostało zwołane w Chile posiedzenie Unii Narodów Południowoamerykańskich, z udziałem ministrów spraw zagranicznych tych państw, które należą do tej organizacji. Tematem posiedzenia stała się sytuacja w Wenezueli. Na posiedzeniu ponadto zadecydowano, że powołana zostanie komisja, której celem będzie dążenie do dialogu pomiędzy zwolennikami Maduro a zwolennikami opozycji.
27 marca prezydent Kolumbii Juan Manuel Santos obiecał pomoc w dojściu do dialogu pomiędzy obydwoma stronami rozruchów w całym kraju. Warunki dojścia do dialogu ustalano w trakcie spotkania ministrów spraw zagranicznych mającego miejsce 2 dni wcześniej. Jednak administracja prezydenta Wenezueli zaproponowała inny wariant stabilizacji stosunków z opozycją – miała powstać komisja praw człowieka, która miała podlegać głowie państwa.

### Stanowisko ONZ w sprawie wydarzeń
25 lutego 2014 sekretarz generalny Ban Ki-moon wyraził zaniepokojenie dramatyczną sytuacją w Wenezueli i apelował o „ochronę praw człowieka” w całym kraju. 3 dni później szef Rady Praw Człowieka z zaniepokojeniem przyjął informację o eskalacji protestów i wezwał do dialogu. Ki-Moon 3 marca spotkał się z szefem MSZ Wenezueli Eliasem Jauą – przed rozmową ponownie apelował o dialog między rządem a protestującymi. Kiedy głos zabrał Jaua, na 25. posiedzeniu Rady Praw Człowieka ONZ zwołanym w Genewie, uznał, że państwo wenezuelskie padło ofiarą tzw. wojny psychologicznej, której sprawcami były media. Tego samego dnia minister spraw zagranicznych próbował przekonać, że działania rządu wenezuelskiego dążące do zażegnania kryzysu w kraju były uzasadnione i zgodne z prawem. Powiedział na posiedzeniu dodatkowo, że jak dotychczas spośród 18 ofiar protestów tylko trzy zginęły w wyniku działań wenezuelskich służb bezpieczeństwa.

### Zarzuty łamania praw człowieka stawiane Wenezueli
21 lutego 2014 amerykański Departament Stanu wezwał obywateli USA do unikania miejsc, w których dochodzi do protestów. Wydarzenia w Wenezueli stały się głównym tematem rozmów prowadzonych pomiędzy amerykańskimi członkami Human Rights Watch – również oni potępili użycie siły wobec członków opozycji, zarzucając między innymi bicie więźniów czy strzelanie do bezbronnych cywili. Raport opublikowany przez tę organizację udowadnia, że wenezuelski rząd wprowadził cenzurę w mediach.
Alfredo Romero, organizator antyrządowych demonstracji, ogłosił, że wenezuelski rzecznik praw obywatelskich został powiadomiony o co najmniej 33 przypadkach niedozwolonego użycia siły wobec protestujących. Rząd Wenezueli rozpatrzył przynajmniej 27 wniosków tego typu. 3 marca burmistrz stolicy Wenezueli Antonio Ledezma, wysłał do OPA wniosek, zgodnie z którym zostanie powołana komisja mająca sprawdzić, czy rząd wenezuelski nie dopuścił się łamania praw człowieka. 6 marca 2014 roku szóstka ekspertów pracujących dla Rady Praw Człowieka ONZ sporządziła raport przedstawiający potwierdzone przypadki bicia i torturowania protestujących. Eksperci ponadto tego samego dnia domagali się od Wenezueli stanowiska na temat panującej w całym kraju przemocy.
Te same zarzuty przeciwko rządowi wenezuelskiemu przedstawiali biskupi katoliccy, którymi okazały się totalitarne metody rządzenia państwem. 2 kwietnia Konferencja Episkopatu Wenezueli w swym oficjalnym komunikacie wezwała Nicolása Maduro do powstrzymania się od użycia siły wobec ludzi demonstrujących od prawie dwóch miesięcy.
Raport Obserwatorium Praw Człowieka, który mógł potwierdzić stosowanie tortur wobec demonstrantom, opublikowano 6 maja. Nicolás Maduro przyznał, że Wenezuela kiedyś łamała prawo człowieka, ale mimo to państwo cały czas prowadziło w takiej sprawie różne dochodzenia, które często kończyły się zatrzymaniem osób o to podejrzanych. Prezydent Wenezueli zarzucił także Human Rights Watch, że raporty dotyczące potwierdzonych przypadków łamania praw człowieka mogły doprowadzić do destabilizacji kraju.
Amerykański senator Marco Rubio poparł wdrożenie sankcji wobec Wenezueli, zarzucając władzom wenezuelskim między innymi stosowanie okrutnych czynów przeciwko uczestnikom protestów. 9 maja amerykański kongres przyjął ustawę, zgodnie z którą zostałyby nałożone sankcje wobec członków rządu wenezuelskiego, którzy dopuścili się okrutnych czynów wobec uczestników protestów.

### Konflikt z mediami
Maduro zagroził także wyproszeniem osób związanych z telewizją CNN, którzy relacjonowali antyrządowe demonstracje. Prosił też, by inne zagraniczne media informacyjne ograniczyły dalsze relacjonowanie scen ukazujących zamieszki. Reperkusje związane z mediami dotknęły również samo wenezuelskie państwo – zlikwidowany został kanał informacyjny NTN24 – za pokazanie na żywo studenta, który ginie postrzelony w głowę. Prezydent Wenezueli na konferencji z 21 lutego 2014 zapowiedział uchylenie zakazu relacjonowania przebiegu demonstracji przez reporterów pracujących dla CNN. Ale słowa o tzw. wojnie propagandowej skierowane przeciwko wenezuelskiej głowie państwa poskutkowały wydaleniem kolejnych siedmiu reporterów CNN – pracujących w redakcji krajowej oraz hiszpańskiej. Nicolás Maduro uznał nawet, że kanał informacyjny (z którym udzielił wywiadu), dla którego pracowali usunięci reporterzy, chciał pokazać widmo rzekomej wojny domowej w kraju.
28 lutego 2014 policjanci zatrzymali jednego z amerykańskich dziennikarzy, kopiąc go w głowę i w brzuch przez krótki czas. Tego samego dnia siły bezpieczeństwa zatrzymały włoskiego fotoreportera oraz zespół reporterów pracujących dla agencji AP. Wenezuelska telewizja państwowa stwierdziła, że dziennikarze zostali zatrzymani za międzynarodowy terroryzm. Mimo tych oskarżeń, włoski dziennikarz opuścił więzienie już po 2 dniach.
Po napisaniu przez jedną z gazet, jakoby opozycja miała zorganizować „rządowy atak na wolność słowa”, prezydent Zgromadzenia Narodowego Diosdado Cabello wnioskował o proces karny dla gazety za krytykę wobec rządu. Zarzuty tyczyły również publikacji niesprawdzonych informacji.

### Reakcje Watykanu na kryzys w państwie
Pod koniec lutego 2014 roku papież Franciszek modlił się o jak najszybsze zażegnanie napiętej sytuacji w Wenezueli. 27 marca sekretarz stanu Stolicy Apostolskiej Pietro Parolin został wezwany do nadzorowania na bieżąco rozmów między opozycją a rządem Nicolása Maduro – sam przywódca Wenezueli w ten sam dzień zadecydował, że ma zamiar prowadzić te rozmowy. Dzień później Watykan ogłosił wsparcie dyplomatyczne dla Wenezueli, ale zostanie zapewnione dopiero po dogłębnej analizie dotychczasowej sytuacji w kraju.